# Любовь и пули
«Любовь и пули» (англ. Love And Bullets) — боевик, криминальная драма 1979 года с Чарльзом Бронсоном в главной роли.

## Сюжет
Чарли Конгерс — полицейский в штатском из Финикса, штат Аризона. Недавно город посетил с визитом преступный магнат из Нью-Йорка Джо Бомпоза, взяв под свой контроль торговлю наркотиками, рэкет, проституцию и другие виды противозаконной деятельности.
А его личный адвокат с окладом в миллион долларов Луис Монк так ловко находит лазейки в законе, что местная полиция никак не может арестовать гангстера.
Когда один из полицейских в отместку за смерть своей подруги решил убить Бомпозу, Чарли отговорил его, сказав, что полиция должна действовать только законным путём. Но Бомпоза перестраховался, и полицейский был взорван в собственном автомобиле.
Конгерса отправляют в Швейцарию, чтобы привезти оттуда подружку Бомпозы, являющуюся важной свидетельницей против гангстера. Он должен обеспечивать её безопасность и защищать от покушений со стороны мафии. Но её в конце концов убивает нанятый Бомпозой киллер и тогда Конгерс берёт правосудие в свои руки.

## В ролях
- Чарльз Бронсон — Чарли Конгерс
- Джилл Айрленд — Джеки Прюит
- Род Стайгер — Джо Бомпоза
- Генри Сильва — Витторио Фаррони
- Строзер Мартин — Луис Монк
- Брэдфорд Диллман — Брикман
- Майкл Винченцо Гаццо — Лобо
- Пол Косло — Ханц